# Тархауши (Бакау)
Тархауши (рум. Tărhăuși) насеље је у Румунији у округу Бакау у општини Гимеш-Фађет. Oпштина се налази на надморској висини од 799 m.

## Становништво
Према подацима из 2002. године у насељу је живело 874 становника.

### Попис2002.
| Расподела становништва по националности 2002.‍ | Расподела становништва по националности 2002.‍ | Расподела становништва по националности 2002.‍ | Расподела становништва по националности 2002.‍ | Расподела становништва по националности 2002.‍ |
| --------------------------------------------- | --------------------------------------------- | --------------------------------------------- | --------------------------------------------- | --------------------------------------------- |
|                                               |                                               |                                               |                                               |                                               |
| Румуни                                        | Румуни                                        |                                               | 691                                           | 79,3%                                         |
| Мађари                                        | Мађари                                        |                                               | 145                                           | 16,6%                                         |
| Чанго                                         | Чанго                                         |                                               | 35                                            | 4,0%                                          |